# Sistema Brasileiro de Inteligência
O Sistema Brasileiro de Inteligência (Sisbin) é o conjunto de órgãos governamentais responsável pela produção de conhecimentos de interesse das atividades de inteligência, em especial aqueles ligados à defesa externa, segurança interna e relações exteriores. A Lei nº 9883 (Lei Ordinária), de 7 de dezembro de 1999 instituiu o Sistema Brasileiro de Inteligência juntamente com a Abin (Agência Brasileira de Inteligência). O Sisbin foi criado para integrar as ações de planejamento e execução das atividades de inteligência do Brasil, com a finalidade de fornecer subsídios ao Presidente da República nos assuntos de interesse nacional.

Emblema do SISBIN.

O Sisbin tem a Abin como orgão central, que tem a seu cargo planejar, executar, coordenar, supervisionar e controlar as atividades de inteligência do Brasil. Ademais, a partir de 2025, a Agência Espacial Brasileira (AEB), se tornou um órgão associado ao sistema de inteligência, coordenando atividades espaciais de interesses à segurança nacional.

## Origens
A origem da o Sisbin está no SNI (Serviço Nacional de Informações), que foi criado pela Lei nº 4.341 em 13 de junho de 1964 pelo regime militar com o objetivo de supervisionar e coordenar as atividades de informações e contra-informações no Brasil e exterior. A criação do Sisbin absorveu o SFICI (Serviço Federal de Informações e Contra-Informações) e a JCI (Junta Coordenadora de Informações). O SNI continuou ativo no governo José Sarney até ser extinto no governo Fernando Collor. Somente no segundo governo Fernando Henrique Cardoso foi editada a Lei nº 9.883/99, criando o Sisbin e a Abin.

## Atuação do Sisbin
À frente do Sisbin está a Abin, que é responsável pela coordenação dos trabalhos. A Abin é o órgão central desse sistema, que controla, coordena e executa atividades de inteligência no Brasil. A atuação dos órgãos do Sisbin no subsídio ao Presidente da República dão-se, principalmente na obtenção, tratamento, análise de inteligência e produção de dados relevantes ao interesse nacional. O Sisbin ainda atua na distribuição e disseminação de dados e conhecimento, para interessados, de acordo as normas estabelecidas em lei.
O Sisbin é a ferramenta do Presidente da República para que não lhe falte informações sobre o que acontece no Brasil e no mundo, sejam esquemas de corrupção ou outros ilícitos no país, além de quaisquer eventos internacionais.

## Legislação
O Decreto nº 4.376, de 13 de setembro de 2002, dispõe sobre a organização e o funcionamento do Sistema Brasileiro de Inteligência, instituído pela Lei no 9.883, de 7 de dezembro de 1999, e dá outras providências.. A ele seguem-se outras alterações, sendo a Resolução nº 2, de 2013 do Congresso Nacional a legislação que dispõe sobre a Comissão Mista de Controle das Atividades de Inteligência (CCAI), comissão permanente do Congresso Nacional, órgão de controle e fiscalização externos da atividade de inteligência, previsto no art. 6º da Lei nº 9.883, de 7 de dezembro de 1999.
A Lei nº 9883, de 7 de dezembro de 1999 previa a participação de vários órgãos, como a Polícia Federal, a Polícia Rodoviária Federal e a Anvisa, e dos entes da União, dos estados, do Distrito Federal e dos municípios. No entanto, os entes não federais dependem de aprovação por meio de convênio específico, com o parecer do órgão de controle externo da atividade de inteligência, a ser definido pelo Congresso Nacional, por meio da Comissão Mista de Controle Externo da Atividade de Inteligência.
A lei define 6 pessoas imprescindíveis para fazer parte do órgão de controle externo da Atividade de Inteligência:
- Presidente da Comissão de Relações Exteriores e Defesa Nacional da Câmara dos Deputados;
- Presidente da Comissão de Relações Exteriores e Defesa Nacional do Senado Federal;
- Líder da maioria da Câmara dos Deputados;
- Líder da minoria da Câmara dos Deputados;
- Líder da maioria do Senado Federal; e
- Líder da minoria do Senado Federal.